# Husby (tunnelbanestation)
Husby är en station inom Stockholms tunnelbana som trafikeras av T-bana 3 (blå linjen) och ligger mellan stationerna Kista och Akalla. Den ligger i en bergtunnel under Husby centrum i stadsdelen Husby i Västerort inom Stockholms kommun. Biljetthallar finns vid Trondheims- och Bergengatan. Avståndet från blå linjens ändstation Kungsträdgården är 14,2 kilometer.
Stationen i Husby togs i bruk den 5 juni 1977. Den har gula väggar och med motiv av björkstammar och Vaxholmsbåtar av konstnären Birgit Broms.

## Galleri

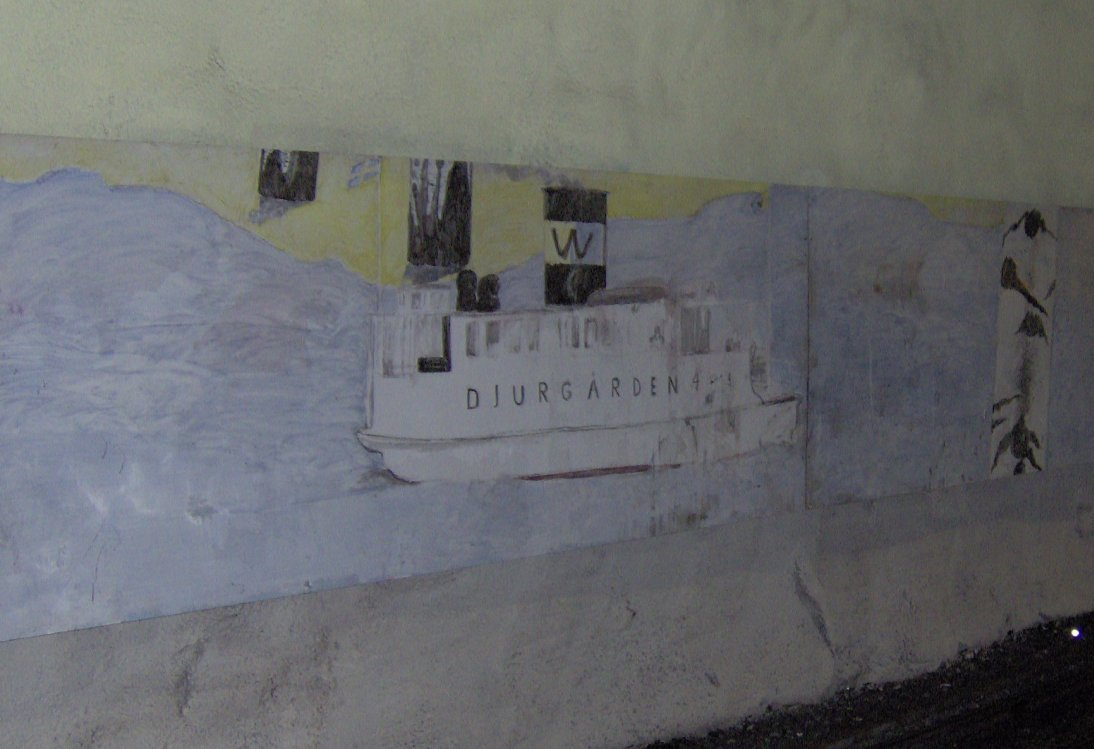
Vaxholmsbåt och björkstam på tunnelbanestationens vägg
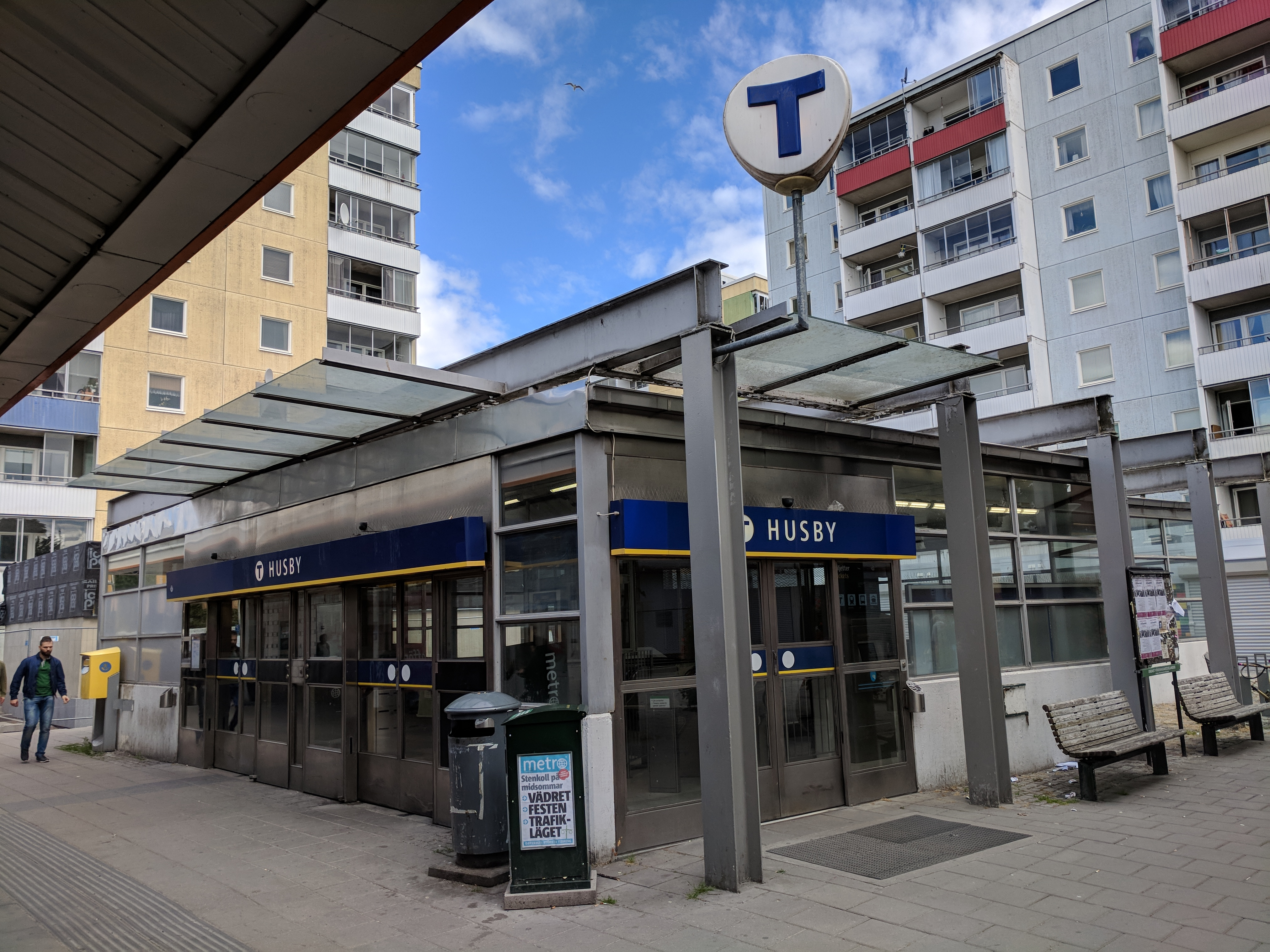
Ingången
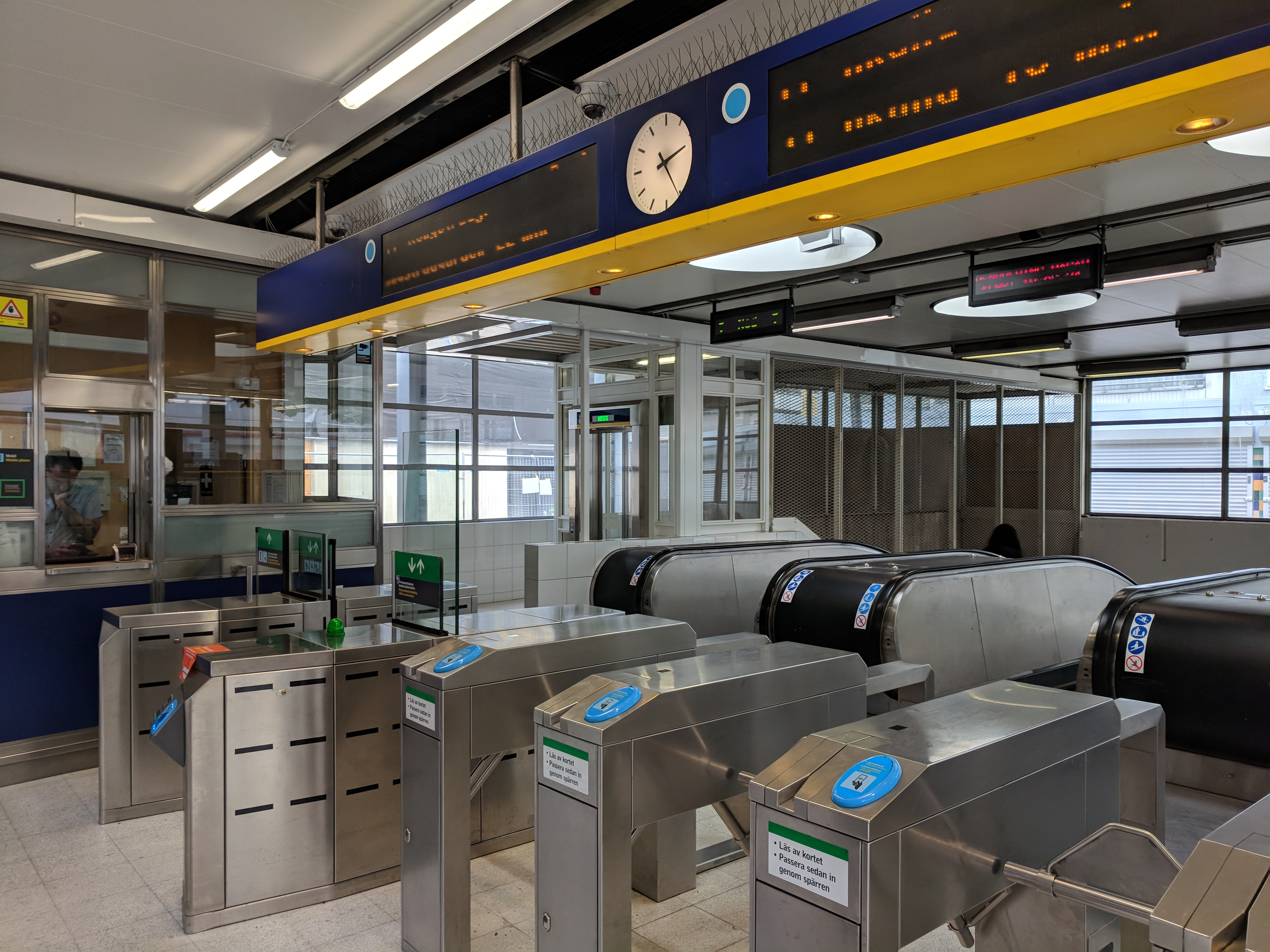
Biljetthallen
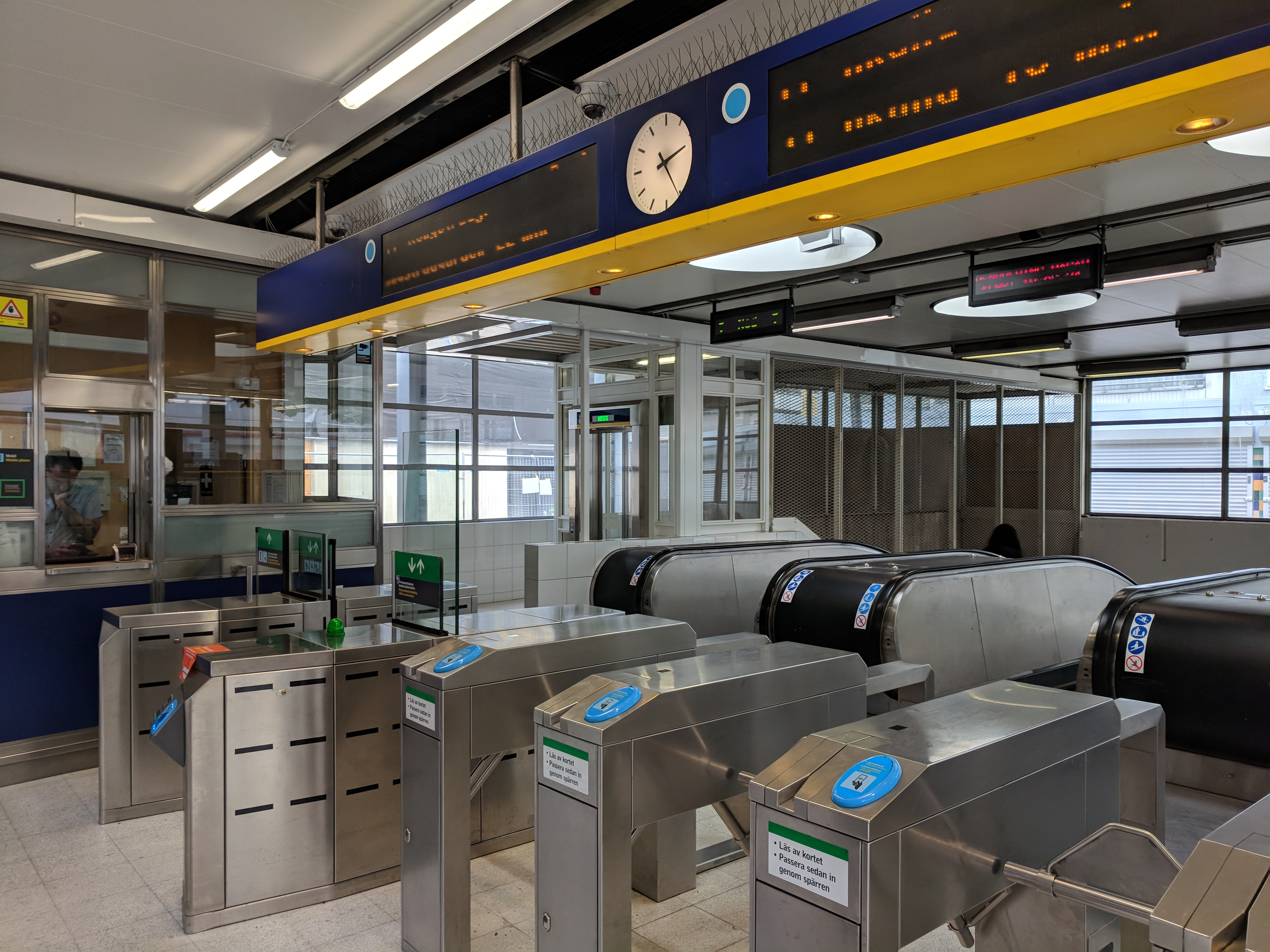
Stationsskylt
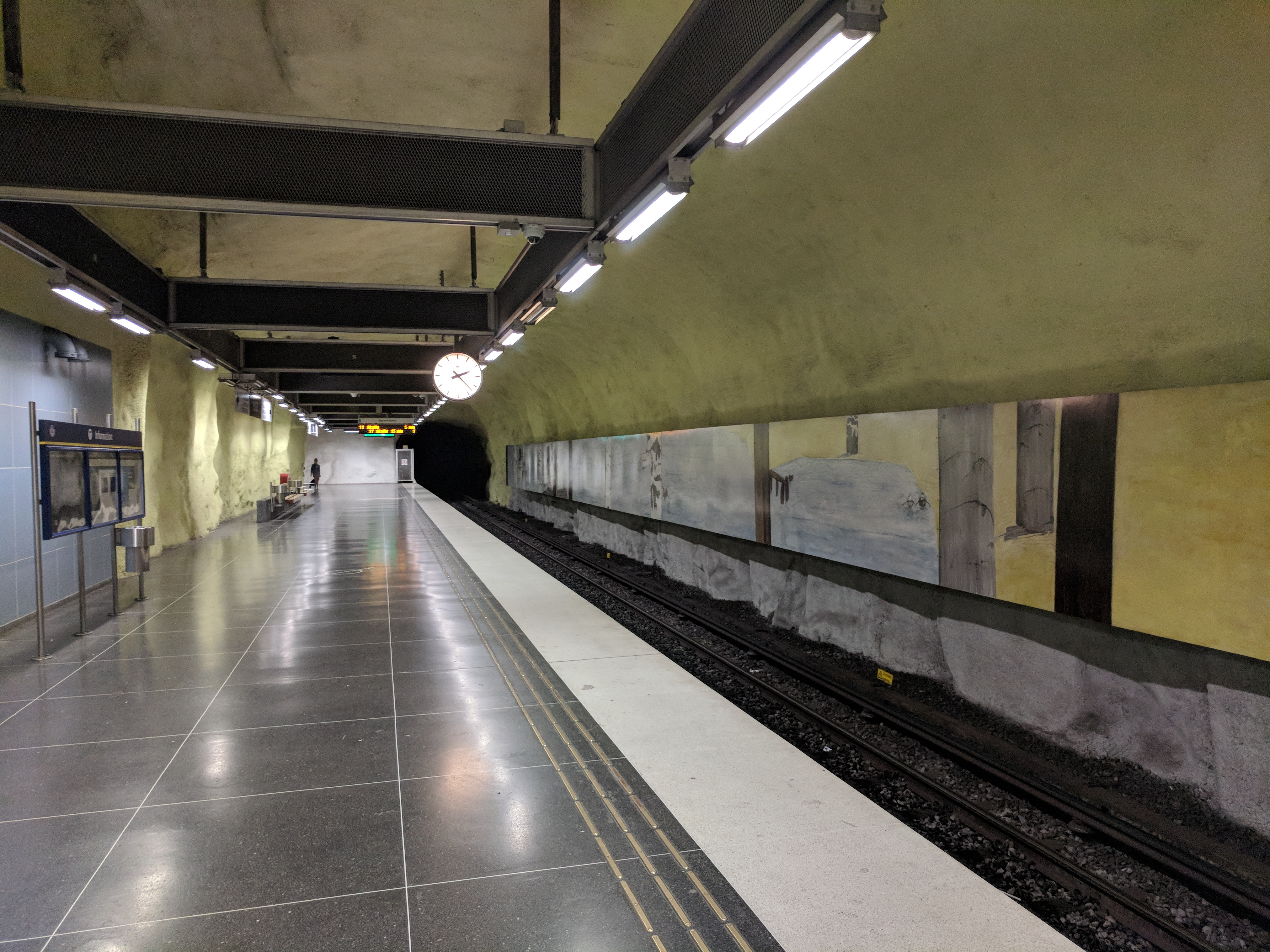
Perrongen